# Nuijamaanjärvi
Nuijamaanjärvi, ryska: Нуйямаярви: Nujamajarvi, är en sjö på gränsen mellan Finland och Ryssland. Den finländska delen ligger i Villmanstrand i den södra delen av Finland, 210 km öster om huvudstaden Helsingfors. Nuijamaanjärvi ligger 48,8 meter över havet. Arean är 5,28 kvadratkilometer och strandlinjen är 21,72 kilometer lång. Sjön  ingår i Juustila ås huvudavrinningsområde.   I omgivningarna växer i huvudsak blandskog. Saima kanal passerar genom sjön.
På den ryska sidan av sjön finns öarna Hersaari och Vuohisaari.